# 比伯河 (阿爾普河支流)
47°09′19″N 8°43′23″E / 47.15533°N 8.72317°E
比伯河是瑞士的河流，位於該國中部，流經施維茨州和楚格州，屬於阿爾普河的左支流，河道全長14.5公里，流域面積32平方公里，發源自羅滕圖姆以東。